# Bennett Mnguni
Bennett Mnguni (ur. 18 marca 1974 w Pretorii) – południowoafrykański piłkarz występujący na pozycji lewego pomocnika.

## Kariera klubowa
Bennett Mnguni zawodową karierę rozpoczynał w 1998 roku w Mamelodi Sundowns. Przez 2 pierwsze sezony pełnił tam rolę rezerwowego i wystąpił w 15 ligowych pojedynkach. Miejsce w podstawowej jedenastce wywalczył sobie w sezonie 2000/2001, kiedy to rozegrał 39 meczów i zdobył 9 goli. Dla Mamelodi Sundowns zanotował łącznie 74 występy, w których 16 razy wpisał się na listę strzelców.
W 2002 roku Mnguni podpisał kontrakt z rosyjskim Lokomotiwem Moskwa. W 2003 roku odszedł stamtąd do drużyny FK Rostów, a w 2005 roku przeniósł się do Chin i został zawodnikiem Tianjin Teda.
W 2006 roku Mnguni wrócił do swojego pierwszego klubu w karierze – Mamelodi Sundowns. Tym razem rozegrał dla niego tylko 2 mecze i jeszcze w trakcie sezonu odszedł do AmaZulu. W 2007 roku został piłkarzem Thanda Royal Zulu, gdzie występował w sezonie 2007/2008. W 2009 Mnguni podpisał umowę z klubem Okktha United z Birmy, a w 2010 roku zakończył tam karierę.

## Kariera reprezentacyjna
W reprezentacji Republiki Południowej Afryki w piłce nożnej Mnguni zadebiutował 3 czerwca 2001 roku w zremisowanym 1:1 pojedynku z Liberią. W 2002 roku Jomo Sono powołał go do 23-osobowej kadry RPA na mistrzostwa świata. Na mundialu w Korei Południowej i Japonii popularni „Bafana Bafana” zajęli trzecie miejsce w swojej grupie i odpadli z turnieju. Na mistrzostwach Mnguni pełnił rolę rezerwowego i nie wystąpił w żadnym ze spotkań. Ostatni mecz w kadrze rozegrał 30 marca 2004 roku przeciwko Australii (0:1). Łącznie dla drużyny narodowej zanotował 12 występów.